# 忽男忽女
《忽男忽女》（英語：Glen or Glenda）是一部1953年的電影，製作者、導演為艾德·伍德；主演者為艾德·伍德，贝拉·勒古西和伍德的女友德洛丽丝·富勒。此部電影以實際發生之事件為根據而編製的，它是部關於異性裝扮癖、變性者和半自傳體的電影。伍德他自己本身就是個有異性裝扮癖者，這部電影是來請求、來展示人們的寬容。無論如何，它變成了一部崇拜者的影片。這全拜於它那低廉的價格與特殊的風格所賜之。

## 起源
1952年克里斯汀·喬治森的變性手術的新聞登上了美國的國內報紙的頭條。而喬治·外斯製作此片的靈感則由此而來。喬治·外斯是個好萊塢的低預算電影的製片者，剝削了一部電影的佣金。艾德·伍德說服外斯，讓他知道的異裝癖可讓伍德自己成為一個很棒的導演。伍德不但拿到了工作也拿到了錢，但是代替的是一個有關於異裝癖的電影。當電影完成時，被誤認為一個太短和太過分散的電影，在公司的要求之下伍德附加了一些多餘的有關兩性的片段。 製片者結合了兩個無關的較隱晦的順序，一個是含有較溫和的束縛，剪接此片者的人為伍德和勒古西。這部電影收到了一個豁免，只因為在它拍攝之前，它有售片給幾個電影院過。

## 幕後花絮
伍德說服貝拉·勒古西，一位過氣兼無創造性的而且染有毒癮的明星出來演這齣戲。伍德他自己飾演了一個在某地方出了名的Glen 或Glenda，但是隱藏在其假名底下的是「Daniel Davis」。伍德的女朋友，德洛麗絲·富勒飾演Glen 的女友。富勒當時並不知道伍德有異裝癖。而這個影片也沒有給她一個完整的解釋，然而當她準備好時，伍德正熟練地穿上女裝。只有在一個完整的作品螢幕中才是真正的被展現出來，而富勒則聲稱自己被經驗所羞辱。這也是唯一一部由艾德·伍德導演但不是由他監製的電影。
在電影的結尾處，包含在光碟和DVD的版本結尾處，當富勒交出她的以安哥拉山羊毛織成的毛線衣時，這幕與第一次播出時是不同的。第一次播出時，在結尾處她是很氣憤的把毛線衣情緒丟向伍德的。當第一次播出時，顯示出她太過信任的表情。其中有一幕是當伍德穿著異性服裝時，嘴巴顯示出「卡！」的形狀。

## 表現手法
李奧納德·馬丁（Leonard Maltin）在最賣座的《電影與電視的導覽》中命名此電影為「可能是最爛的電影作品」並高度的懷疑另一部伍德拍的電影－《外太空九號計劃》（Plan 9 from Outer Space）。
貝拉·勒古西（Bela Lugosi）在劇中是個「自然學家」，一個目的不明確的角色。他飾演的角色有點像旁白，但是在此一劇中並沒有安排他為旁白；而此劇的旁白由預告片的旁白－Timothy Farrell擔當。這位自然學家是環繞著恐怖電影外表與服飾，例如：他使用頭骨和試管來告誡觀眾「當心坐在你們門階上的大綠龍」。現有的連續鏡頭為北美野牛橫衝直撞的畫面在加上這位自然學家的臉，而重疊在一起的原因並不是個什麼重要的原因。此一各式各樣的超越現實主義的夢的連續鏡頭在Glen被一個面向醜惡的角色追殺時同時播放。

## 大眾文化
- 另一個擁有異性裝扮癖的角色－Glen和一位女性－Glenda出現於伍德的小說《Killer in Drag》和在其續集－《Death of a Transvestite》中被處死。
- 提姆·波頓（Tim Burton）的電影《艾德·伍德》（Ed Wood）描述艾德·伍德製作電影和重現很多由尊尼·特普（Johnny Depp）飾演艾德·伍德的螢幕。
- 在1982年《忽男忽女》是在重新發行後另加6分鐘的連續鏡頭。此一修補鏡頭的部分包含Glen的剔除係由一位同性戀男子製作的。
- 一個有關色情文學的公司在1994年時，重新製作了《忽男忽女》此片。新片的故事與原作的故事相同，只不過多了些色情的場面。 （页面存档备份，存于）
- 在50部最爛的電影排行榜中，排名第50名。
- 目前原始的《忽男忽女》為政府所擁有。

## 其他名稱
- 他或她？
- 我變性了
- 我過著兩種生活
- 這些異性裝扮癖者

## 資料來源
- The Haunted World of Edward D. Wood, Jr., dir. Brett Thompson, 1996年

1. 1 2 3 4  Peary, Danny. . 紐約: Simon & Schuster Inc. 1988年: 第97頁–第101頁. ISBN 0-671-64810-1.

## 外部連結
- 互联网电影数据库（IMDb）上《忽男忽女》的资料（英文）
- Theatrical trailer for the film (Windows and Real Media formats)